# Michaił Siergaczow
Michaił Aleksandrowicz Siergaczow, ros. Михаил Александрович Сергачёв (ur. 25 czerwca 1998 w Niżniekamsku) – rosyjski hokeista, reprezentant Rosji.

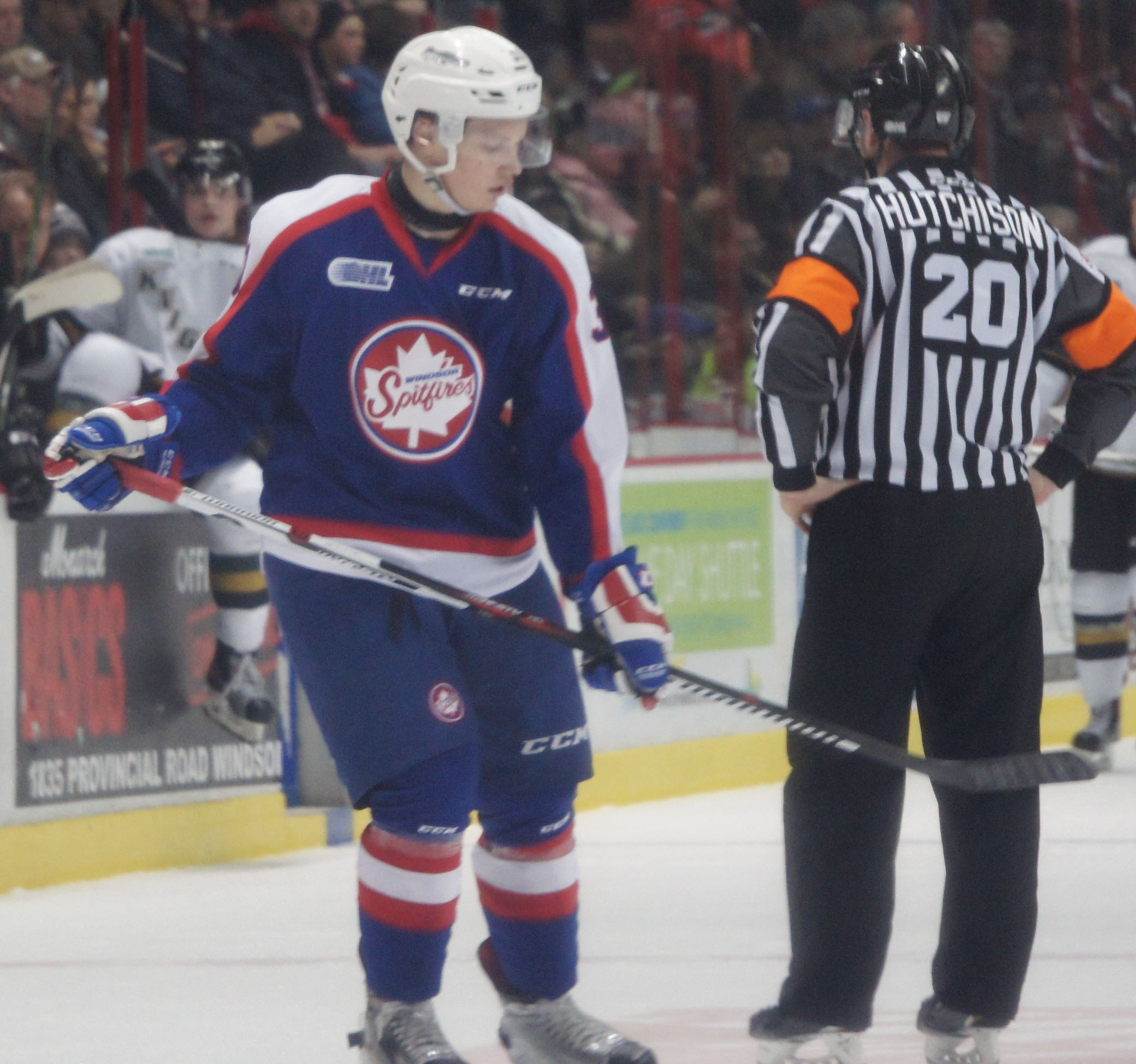
Michaił Siergaczow w barwach Windsor Spitfires (2016)

## Kariera
- Irbis Kazań (2014-2015)
- Windsor Spitfires (2015-2016)
- Montreal Canadiens (2017)
- Tampa Bay Lightning (2017-2024)
- Utah Mammoth (2024-)

Wychowanek Nieftiechimika Niżniekamsk. W sezonie 2014/2015 grał w juniorskich rozgrywkach MHL w barwach Irbisu Kazań.
W drafcie do OHL z 2015 został wybrany z numerem 6 przez kanadyjski klub Windsor Spitfires, po czym w lipcu 2015 podpisał z nim kontrakt i występował przez dwa sezony, W tym czasie w drafcie NHL z 2016 został wybrany przez Montreal Canadiens z numerem 9. W połowie 2016 podpisał kontrakt wstępujący z tym klubem i w sezonie NHL (2016/2017) rozegrał cztery spotkania w jego barwach. W czerwcu 2017 został przetransferowany do Tampa Bay Lightning. W listopadzie 2020 przedłużyl tam kontrakt o trzy lata. W czerwcu 2024 został zawodnikiem nowego zespołu w NHL, Utah Hockey Club.
W barwach juniorskich reprezentacji Rosji uczestniczył w turniejach Zimowego Olimpijskiego Festiwalu Młodzieży Europy oraz mistrzostw świata (oba do lat 17 w 2015), mistrzostw świata juniorów do lat 18 edycji 2015, mistrzostw świata juniorów do lat 20 edycji 2016, 2017. W barwach seniorskiej kadry Rosji uczestniczył w turnieju mistrzostw świata edycji 2019.

## Sukcesy
Reprezentacyjne
- Złoty medal olimpijskiego festiwalu młodzieży Europy: 2015
- Złoty medal mistrzostw Europy juniorów do lat 17: 2015
- Brązowy medal mistrzostw świata juniorów do lat 20: 2017
- Brązowy medal mistrzostw świata: 2019

Klubowe
- Memorial Cup – mistrzostwo CHL: 2017 z Windsor Spitfires
- Puchar Stanleya: 2020 z Tampa Bay Lightning

Indywidualne
- Hokej na lodzie na Zimowym Olimpijskim Festiwalu Młodzieży Europy 2015:
  - Pierwsze miejsce w klasyfikacji asystentów: 8 asyst
  - Pierwsze miejsce w klasyfikacji asystentów wśród obrońców: 8 asyst
  - Pierwsze miejsce w klasyfikacji kanadyjskiej wśród obrońców: 8 punktów
- OHL i CHL 2015/2016:
  - Pierwsze miejsce w klasyfikacji strzelców wśród obrońców w sezonie zasadniczym OHL: 17 goli
  - Pierwszy skład gwiazd pierwszoroczniaków OHL
  - CHL Top Prospects Game
  - Max Kaminsky Trophy - nagroda dla najwybitniejszego obrońcy sezonu OHL
- OHL i CHL 2016/2017:
  - Drugi skład gwiazd OHL
  - Skład gwiazd Memorial Cup 2017